# Joseph Dente
Joseph Gottlieb Dente, né le 23 janvier 1838 à Stockholm − mort le 24 mai 1905 dans la même ville, est un compositeur, violoniste et chef d'orchestre suédois.

## Biographie
Joseph Gottlieb Dente est le fils de Joseph Dente et Christina Westholm. Son père était directeur musical d’une chapelle militaire et donna à son fils ses premières leçons de musique. Dente étudie avec Eduard d'Aubert (sv) à Stockholm et plus tard avec Hubert Léonard à Bruxelles. Il étudie la composition avec Per Winge et Franz Berwald. En 1853, il devient deuxième violoniste au sein du Kungliga Hovkapellet et après 1862 il est violon solo. De 1864 à 1885, il dirige l’orchestre. Avec Conrad Nordqvist (sv), il dirige le Musikföreningen i Stockholm de 1885 à 1891. Il enseigne la composition et l’instrumentation à l’École royale supérieure de musique de Stockholm de 1882 à 1903 et est élu membre (avec le numéro 433) de l’Académie royale suédoise de musique le 28 janvier 1870. Parmi ses élèves figurent Ernst Ellberg (sv) et Wilhelm Peterson-Berger. En 1882, il est fait chevalier de l’ordre de Vasa.

## Œuvres
Joseph Dente a composé une symphonie en ré mineur, un concerto pour violon, de la musique de chambre et des chansons. Il a également composé l’opérette  I Marocko (1866).